# Pauxi koepckeae
Pauxi koepckeae (лат.) — вид птиц из рода шлемоносных краксов (Pauxi) семейства краксов, эндемик Перу.

## История открытия и изучения
Впервые птица была открыта в 1969 году. Удалось добыть самца и самку, но последнюю по ошибке съели, затем сведения об этих птицах отсутствовали вплоть до 2000 и 2003 года. В 1971 таксон был описан Джоном Веске и Джоном Тербором как новый подвид Pauxi unicornis — Pauxi unicornis koepckeae и назван в честь Марии Кёпке. В 2011 Мелвил Гастаньяга с соавторами перевели Pauxi koepckeae в ранг самостоятельного вида, указывая на такие морфологические различия между последним и Pauxi unicornis, как меньший по размеру гребень Pauxi koepckeae и его более треугольную форму. Кроме того, была показана различная вокализация у этих двух видов.

## Этимология
Родовое название Pauxi происходит от видового эпитета pauxi, который Линней присвоил родственному виду Crax pauxi в 1766 году (нынешнее название этого вида — Pauxi pauxi). Эпитет в свою очередь образован от исп. paují — обозначения некоторых видов крупной пернатой дичи, использовавшегося первыми европейскими поселенцами в Южной Америке. Видовое название koepckeae дано в честь немецкого орнитолога, специалиста по птицам Неотропики, Марии Кёпке.

## Распространение
Обитают в центральной части Перу (в регионе Уануко), на очень ограниченной территории на восточном склоне Анд. Опубликовано всего одно наблюдение в 1992 году, предположительно, этого вида или вида Рогатый кракс у подножия Анд, на территории региона Пуно, Перу, в его юго-восточной части, но подтверждения наличия какого-либо вида шлемоносных краксов в этом регионе с тех пор поступило.

## Описание
Длина тела 85—95 см. Птица очень схожа по строению с рогатым краксом, но её шлем меньше возвышается и сильнее закруглён (эллипсоидальный конус вместо удлинённого).

## Биология
Питаются фруктами, семенами, мягкой растительностью, а также членистоногими и их личинками.

## Охрана
МСОП присвоил этому таксону охранный статус «Виды на грани исчезновения» (CR). Известна всего одна популяция этого вида и число её представителей по имеющимся данным неуклонно снижается. Если в 2007 году предположительно этот вид насчитывал до 400 взрослых особей, то по состоянию на 2018 численность Pauxi koepckeae оценивалась в диапазоне от 50 до 250 взрослых особей.